# Anta Germaine Gaye
Anta Germaine Gaye (* 1953) ist eine senegalesische Künstlerin.

## Leben
Sie absolvierte die École normale supérieure d’éducation artistique (Kunsthochschule) in Dakar.
Ihre künstlerische Praxis umfasst Malerei auf und unter Glas, Skulptur (Metall) und Keramik. Ihre Arbeiten kombinieren Emaille, Alteisen und Mischtechniken.
Derzeit leitet sie die Werkstatt „Fer et Verre“ („Eisen und Glas“) und unterrichtet Kunsterziehung an einem College in Dakar.
Sie ist die Tochter von Amadou Karim Gaye, dem ehemaligen Minister, Präsident des Rates und Generalsekretär der Organisation für islamische Zusammenarbeit (OIC) und Schwester von General Babacar Gaye. Sie ist Mutter von vier Kindern.

## Ausstellungen
- 1998: Le Pont („Die Brücke“ Metallskulptur), Goethe-Institut, Saint-Louis
- 1996: Finalistes du Prix du Président de la République pour les Arts, Dakar
- 1995: Signes Plus („Pluszeichen“, Helsen), Maison de la Culture de Saint-Gervais, Genf
- 1991: Salon d’automne (Herbstsalon), Grand Palais, Paris
- 1990: Festa de l’Unita, Pian di Massiano, Perugia, Italien
- 1987: Art contre Apartheid, Musée dynamique de Dakar
- 1985: Rencontre américano-sénégalaise, Galerie nationale d’art, Dakar
- 1983: Cosaan (Tradition), Théâtre national Daniel Sorano, Dakar

## Auszeichnungen
- Ordre du Mérite (Senegal)

### Filmographie
- Fer et verre. Dokumentarfilm über Anta Germaine Gaye von Ousmane William Mbaye 2005, 30'